# 사치마
사치마(만주어: ᠰᠠᠴᡳᠮᠠ, 로마자: sacima; 중국어 간체자: 沙琪玛, 정체자: 沙琪瑪, 병음: shāqímǎ)는 만주족의 전통 과자이다.

## 만들기
기름에 튀긴 국수를 물엿으로 굳힌 뒤 네모나게 자른다.

## 같이 보기
- 셰크셰크
- 엿강정